# Passo de Récia

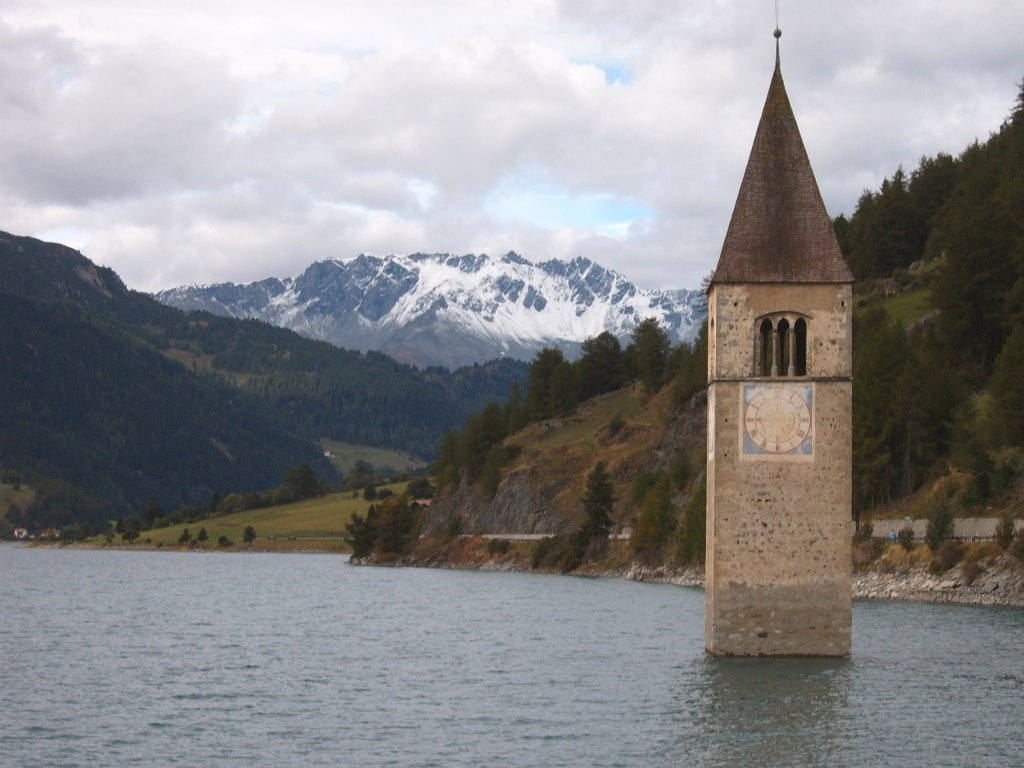
O Reschensee, próximo do Passo de Récia.

O passo de Récia (italiano: Passo di Resia, alemão: Reschenpass) é uma passagem nos Alpes (1504 m) localizada na fronteira italo-austríaca, próxima da tríplice fronteira de ambos com a Suíça. Recebe seu nome da antiga província romana da Récia, região onde está localizado. O passo de Récia liga os dois países, como o passo do Brennero, mais ao leste.
Antes da era romana, uma estrada ligava o vale do rio Inn ao vale do rio Ádige. O atual passo de Récia era parte da Via Cláudia Augusta, aberta em 50 d.C.
Até o século XIX, a passagem era uma alternativa às passagens do Cantão de Grisões. Diferentemente do largo e plano lado do Sul, o lado do Norte tinha um gargalo estreito e íngreme, o Finstermünzpaß (1188 m). Até 1854 as alfândegas entre a Áustria e a Suíça eram localizadas nas pontes fortificadas do rio Inn em Finstermünz.